# The World Is Yours (Rich the Kid)
The World Is Yours  è l'album di debutto del rapper statunitense Rich The Kid, pubblicato il 30 marzo 2018 da Interscope Records. L'album vanta un buon numero di collaborazioni con vari rappers statunitensi affermati, tra cui Future, Rick Ross, Kendrick Lamar, Chris Brown, Quavo, Offset, Lil Wayne, Swae Lee, Trippie Redd e Jay Critch. L'album debutta al 2º posto nella Top R&B/Hip Hop Albums chart di Billboard.

## Il titolo
Il titolo è una citazione da Scarface, film culto del 1983 diretto da Brian De Palma.

## Tracce
1. World Is Yours
2. New Freezer (feat. Kendrick Lamar)
3. No Question (feat. Future)
4. Plug Walk
5. Too Gone (feat. Khalid)
6. Made It (feat. Jay Critch, Rick Ross)
7. Drippin' (feat. Chris Brown)
8. Lost It (feat. Quavo, Offset)
9. End of Discussion (feat. Lil Wayne)
10. Early Morning Trappin (feat. Trippie Redd)
11. Small Things
12. Listen Up
13. Gargoyle (feat. Offset, Swae Lee)
14. Dead Friends